# Ameles
Genre
Ameles est un genre d'insectes de la famille des Amelidae (ordre des Mantodea).

## Répartition
Les espèces du genre Ameles sont typiques du bassin méditerranéen mais largement réparties des îles Canaries à l'Afghanistan, des côtes de l'Afrique du nord au Sud de l'Europe et jusqu'au Moyen-Orient.
L'espèce Ameles spallanzania semble avoir été récemment introduite en Hongrie, en Suisse et en Allemagne. 

## Description
Les espèces du genre Ameles sont de petites mantes xérothermophiles de couleur verte à ocre dont le corps est peu allongé. Le corps est élancé chez le mâle et plus ou moins robuste chez la femelle.
La tête est transversale avec un bouclier frontal transversal et comprimée avec un vertex comprimé, formant une ligne concave, dirigé en avant. L'occiput est distinct et parfois assez long. Chez le mâle, les antennes sont longues, fines et sétacées. Les yeux sont arrondis ou coniques mais chez les insectes de ce genre, les yeux tendent à prendre une forme appointie, particulièrement chez les mâles, où ils sont plus coniques que chez les femelles. Les ocelles sont en général grands et proéminents chez le mâle et petits chez la femelle.
Le prothorax est court, rhomboïdal, arrondi, peu dilaté, lisse et non caréné. Il est large et aussi long que le méso et le métathorax réunis. La dilatation supracoxale est plus ou moins développée et la métazone est à peine plus long que la prozone. 
Les organes du vol sont rudimentaires chez les femelles et en général bien développés chez les mâles pour lesquels ils dépassent l’extrémité de l'abdomen. Les élytres des mâles sont étroits, arrondis au bout, membraneux, parfois rudimentaires et hyalins ou un peu obscurcis le long de la nervure principale. Les ailes des mâles sont hyalines. La veine discoïdale est bifurquée près de l'extrémité ou simple. La femelle présente une grande tache brune sur les ailes métathoraciques.
Les pattes sont grêles. Les pattes antérieures sont grêles et peu comprimées. Les hanches sont triquètres. Le premier article des tarses des pattes antérieures est allongé et il est court pour les deux autres paires de pattes. Les fémurs antérieurs présentent 4 épines externes, 4 épines discoïdales et 10 épines internes. Les tibias antérieurs portent de huit ou neuf épines externes et internes. Les pattes médianes et postérieures sont élancées et sétacées. Le métatarse des pattes postérieures est tout au plus un peu plus long que le deuxième segment du tarse.
L'abdomen est grêle chez les mâles et grêle ou large chez les femelles. Il est cylindrique chez le mâle et souvent rhomboïdal chez la femelle. La plaque suranale est assez longue, surtout chez les mâles. Elle est triangulaire ou arquée. Les cerques dépassent notablement l'abdomen. La plaque sous-génitale des mâles est grande et munie de stylets assez grands.
Les organes génitaux externes du mâle sont bien sclérotisés et le phallomère ventral présente un processus distal bidenté. L'apophyse phalloïde est bien développée et en forme de S. La monophylie du genre est définie par le caractère apormorphe suivant : le processus distal du phallomère ventral est toujours fourchu. Il est simple et unilobé chez tous les autres Amelini.

## Habitat
Les Ameles préfèrent les habitats steppiques. Dans le maquis méditerranéen côtier et dans les zones plus à l'intérieur des terres riches en végétation herbacée, elles affectionnent également les buissons. Elles peuvent être observées à des altitudes élevées jusqu'à 2 000 m d'altitude.  

## Éthologie
Les espèces de ce genre vivent au sol où les femelle se déplacent rapidement mais elles se rencontrent également sur des buissons.

## Systématique
Le genre Ameles, άμελής en grec, négligent, a été nommé et décrit en 1838 par l'entomologiste Hermann Burmeister avec pour espèce type Mantis nana Charpentier, 1825 (Ameles spallanzania (Rossi, 1792)). 

### Publication originale
- (de) H. Burmeister, « Fam. Mantodea », Handbuch der Entomologie, 1838, vol. 2, n. 2, p. 517-552 [531] (lire en ligne)

### Les espèces du genre
Ce genre fait régulièrement l'objet de révisions taxonomiques et son contour ne semble pas stabilisé,,,.
Liste d'espèces :
- Ameles abjecta (Cyrillo, 1787) nomen dubium[8]
- Ameles aegyptiaca Werner, 1913[4],[8]
- Ameles arabica Uvarov, 1939[4],[8]
- Ameles assoi (Bolívar, 1873)[9],[4]
- Ameles decolor (Charpentier, 1825)[9],[1],[4],[8]
- Ameles dumonti Chopard, 1943[1],[4],[8]
- Ameles fasciipennis Kaltenbach, 1963[4]
- Ameles gracilis (Brullé, 1838)[4],[8]
- Ameles heldreichi Brunner von Wattenwyl, 1882[1],[4],[8]
- Ameles insularis Agabiti, Salvatrice & Lombardo, 2010[4]
- Ameles kervillei Bolívar, 1911[4],[8]
- Ameles limbata (Brullé, 1838)[4],[10],[8]
- Ameles maroccana Uvarov, 1930[9],[4],[8]
- Ameles massai Battiston & Fontana, 2005[1],[4],[8]
- Ameles modesta (Bolívar, 1914)[1]
- Ameles moralesi Bolívar, 1936[4],[8]
- Ameles paradecolor Agabiti, Salvatrice & Lombardo, 2010[4]
- Ameles persa Bolívar, 1911[4],[11],[8]
- Ameles picteti Saussure, 1869[1],[4]
- Ameles poggii Lombardo, 1986[4]
- Ameles spallanzania (Rossi, 1792)[1],[4],[8]
- Ameles syriensis Giglio-Tos, 1915[4],[8]
- Ameles wadisirhani Kaltenbach, 1982[4],[8]

Parmi les espèces citées dans la liste précédente, Ameles modesta a été proposée comme synonyme de Ameles spallanzania. Les travaux les plus récents concernant la tribu des Amelini proposent de restaurer le genre Parameles et d'y transférer les espèces Ameles insularis, Ameles paradecolor, Ameles picteti et Ameles poggii ainsi que de considérer comme synonymes d'autres espèces Ameles assoi et Ameles fasciipennis. Ces travaux proposent également de transférer dans le genre Ameles certaines Pseudoyersinia et d'élever au rang d'espèce Ameles moralesi confusa et ainsi d'ajouter au genre Ameles les espèces suivantes :
- Ameles battistoni Villani, 2020 - nomen novum (Pseudoyersinia maroccana Battiston, Correas, Lombardo, Mouna, Payne et Schütte, 2018)
- Ameles betancuriae (Wiemers, 1993) - combinatio nova (Pseudoyersinia betancuriae Wiemers, 1993)
- Ameles canariensis (Chopard, 1942) - combinatio nova (Pseudoyersinia canariensis Chopard, 1942)
- Ameles confusa Morales Agacino, 1948 - status novus (Ameles moralesi confusa Morales Agacino, 1948)
- Ameles occidentalis (Bolívar, 1914) - combinatio nova (Pseudoyersinia occidentalis Bolívar, 1914)
- Ameles pilipes (Chopard, 1954) - combinatio nova (Pseudoyersinia pilipes Chopard, 1954)
- Ameles subaptera (Chopard, 1942) - combinatio nova (Pseudoyersinia subaptera Chopard, 1942)
- Ameles teydeana (Chopard, 1942) - combinatio nova (Pseudoyersinia teydeana Chopard, 1942)